# Sōsuke Uno
Sōsuke Uno (宇野 宗佑 Uno Sōsuke?, 27 de agosto de 1922-19 de mayo de 1998) fue un político japonés, ocupó brevemente el cargo de  primer ministro de Japón, desde el 3 de junio de 1989 hasta el 10 de agosto de 1989.  Un escándalo destapado por la geisha Mitsuko Nakanishi contribuyó a su prematura dimisión del cargo tras solo sesenta y ocho días.

## Biografía
Uno nació en Moriyama, Prefectura de Shiga, su familia era propietaria de una fábrica de sake llamada Arachō, y habían ejercido como funcionarios municipales (toshiyori). La familia había regentado anteriormente un hotel y un almacén de ramos generales en su casa natal. Estudió comercio en la Universidad de Kōbe y participó en el Ejército Imperial Japonés durante la Segunda Guerra Mundial. Después de la guerra, fue enviado a Siberia como prisionero.

## Trayectoria
Se inició en la política, ganando un escaño en la Dieta de Japón en 1960. Seis años más tarde, fue ascendido a viceministro en el Ministerio de Comercio Internacional e Industria, y luego a puestos similares en la Agencia de Ciencia y Tecnología, y después en la Agencia Administrativa, hasta que se ganó su puesto en el Gabinete como ministro de Comercio e Industria y luego como secretario de Asuntos Exteriores hasta que fue primer ministro. Mientras fue Ministro de Asuntos Exteriores (en unos tiempos conflictivos) se le aplaudió por su tacto como Secretario de Asuntos Exteriores, al navegar por las demandas internacionales para aumentar las contribuciones japonesas al comercio internacional con una severa lealtad a los intereses de su propia nación. En 1974, ocupó brevemente el cargo de director general de la Agencia de Defensa de Japón.
Uno, fue elegido en gran medida por defecto, al ser uno de los pocos políticos sin vínculos con los escándalos de tráfico de influencias y sobornos que hicieron caer el ministerio de su predecesor, Takeshita Noboru. Se convirtió en el 75.º primer ministro y se le dio el mando del partido, del gobierno y de Japón.
Irónicamente, Uno pronto se vio obligado a dimitir, tras solo 68 días en el cargo, como consecuencia de las informaciones de los medios de comunicación que afirmaban que había tenido una relación extramatrimonial, con una geisha, y por las graves pérdidas de los liberales-demócratas en las elecciones parlamentarias de julio de 1989.
Tras el escándalo sexual con una geisha, Uno dimitió como primer ministro el 10 de agosto de 1989 tras solo 68 días en el cargo, pero continuó sirviendo a su país en varios puestos gubernamentales hasta que se retiró por completo en 1996.
Además de político, Uno fue un consumado escritor, que escribió un libro considerado clásico en Japón sobre sus experiencias como prisionero de guerra en Siberia. 
A los 72 años, Uno disfrutó de una tranquila jubilación en la ciudad de Moriyama. Murió el 19 de mayo de 1998 en su domicilio particular. Tenía dos hijas de su esposa. Publicó dos colecciones de poemas Haiku, así como su libro sobre el encarcelamiento en Siberia, además de pintura, poesía y música. Un año más tarde, en 1999, su aventura con las geishas fue destacada en el documental de televisión La vida secreta de las geishas.

## Honores
- Gran Cordón de la Orden del Sol Naciente (29 de abril de 1994)